# Nord SS-11
Il Nord SS-11 è un missile anticarro francese a lungo raggio, di grande successo. Inizialmente era filoguidato con operatore manuale, ma l'ultima versione, l'Harpon, era munita di guida computerizzata SACLOS. È capace di 3 km di gittata massima, 600 mm di perforazione, con 30kg di peso.
Sviluppato dalla Nord Aviation, questo missile divenne un prodotto Aérospatiale quando la ditta primigenia venne assorbita. Esso apparve come miglioramento del progetto SS.10, e apparve come modello già nel 1953, come Type 5120, ed entrò in servizio nell'Esercito francese nel 1956, seguito a ruota da un gran numero di vari altri clienti. Nel 1962 arrivò il modello con elettronica transistorizzata SS.11B1, che poteva impiegare vari tipi di testate.

## Caratteristiche
Il missile era dotato di una testata HEAT Type 140AC, capace di perforare frontalmente tutti i carri armati fino almeno agli anni ottanta, mentre la Type 140AP02 semiperforante e Type 59AP59 a frammentazione erano altre possibili scelte.
L'arma era filoguidata, e questo evitava ogni tipo di interferenza e disturbo, ma richiedeva un cavo di guida che non consentiva una grande velocità di avanzamento per il missile (al massimo forse 150m/s), quello che doveva fare l'operatore era puntare un mirino telescopico sul bersaglio, lanciare l'arma e cercare di farla entrare nel campo visivo, allineata col bersaglio, controllandola con un joystick.
Il missile aveva un motore a propellente solido, 4 grandi alette che lo controllavano e lo stabilizzavano. Secondo le testimonianze, mentre i missili leggeri come il Cobra si muoveano a zig-zag, l'SS.11 ruotava su sé stesso, ed era più preciso. L'aspetto era simile a quello di una pallottola allungata, con un grande diametro (che spiega la grande capacità di perforazione) e l'ogiva colorata in maniera più scura o chiara, anche se non vi erano veri motivi per questo. Il resto dell'arma era di colore verde scuro.
Nel 1967 arrivò uno dei primissimi, se non il primo, dei missili con guida SACLOS, ovvero l'operatore deve solo mirare il bersaglio e il computer, grazie ad un sensore IR, capta la posizione del missile e lo dirige verso il bersaglio. Solo L'India pare lo abbia acquistato.

## Impieghi
Il missile è stato esportato in Italia, Israele (che lo impiegò nel 1956 durante la Crisi di Suez, oltre che nel 1967), Regno Unito e molte altre nazioni. Il suo impiego era impossibile, data la mole, per la fanteria appiedata, ma esso veniva trasportato in 4 esemplari ai lati della torretta dei carri AMX-13, da parte di cacciacarri Jaguar, come anche da parte di elicotteri Aérospatiale Alouette II e III, con 4 missili l'uno e un mirino girostabilizzato, e persino autocarri leggeri Unimog tedeschi, con 3 missili in una rampa sul telaio.
Queste sono solo alcune applicazioni. Il missile è andato in produzione tra il 1956 e il 1978, con ben 179.000 armi prodotte. Esso è stato il più importante missile anticarro filoguidato mondiale per almeno 15 anni, ciononostante nel modello SACLOS ha avuto poco successo.
Il suo successore naturale era l'Euromissile HOT, ma in pratica venne sostituito largamente dal BGM-71 TOW.